# Gastroderme

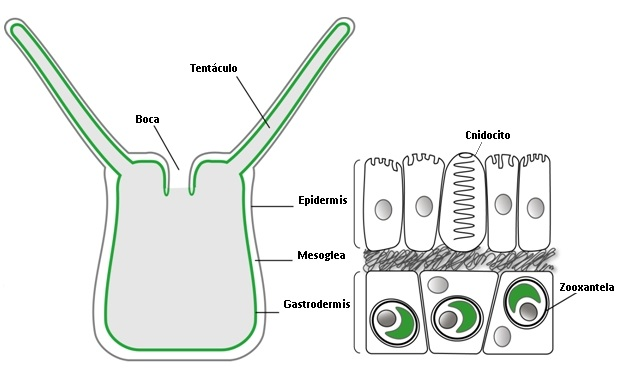
Piano de organização corporal de um antozoário simbionte. Em destaque, as camadas dérmicas

A gastroderme é a camada de revestimento interno que faz parte da estrutura do corpo de um cnidário, a epiderme é a camada de revestimento externo.